# Repapa sapagaya
Repapa sapagaya är en insektsart som beskrevs av Otte, D. 1988. Repapa sapagaya ingår i släktet Repapa och familjen syrsor. Inga underarter finns listade i Catalogue of Life.